# 綱敷天神社
綱敷天神社（つなしきてんじんしゃ）は、大阪市北区神山町にある神社。旧社格は郷社。北野（喜多野、喜多埜）天神とも通称され、おおむね旧西成郡北野村（キタの東半）を氏地としている。茶屋町に当社の御旅社があり、角田町に境外社の歯神社（はじんじゃ）がある。

## 祭神
- 主祭神 - 嵯峨天皇、菅原道真

## 歴史
社伝によれば、平安時代の弘仁13年（822年）、摂津国菟餓野に嵯峨天皇が行幸し現在当社がある神山町の地にあった神山の近くに頓宮を構えたことが縁となり、皇子の源融が天皇崩御の後に追悼のためこの地に七堂伽藍を興して太融寺を創建、次いで承和10年（843年）に嵯峨天皇を祀る社として「神野太神宮」を創建した、これが当社の始まりであるという。
昌泰4年（901年）1月、右大臣菅原道真が無実の罪で大宰府に左遷させられる際にこの地に着いたところ、一本の紅梅が今を盛りと咲き匂っており、しばしこの梅を眺めるため、船の艫綱（ともづな）をたぐりよせて即席の座席としたことが「綱敷（つなしき）」の名の由来であるという。この時、地元の者より「ゆりわ」なる器に団子を盛りて道真に勧めたところ、道真は大いに喜び、今も大事な神事の折にはこの「ゆりわ」に団子を盛って供えている。
また、追従の老臣・渡会春彦（白太夫）の孫、春茂以下六名の者を集めさせ、この地に留まるように伝えた。道真と離れることはつらいことであるが、道真直々の言葉であればその帰りをいつまでもこの地にて待つとして、道真より白江の姓を賜って別れた。
その後、道真は大宰府の地にて死去し、一族は道真の愛でた紅梅の元に小祠を営み「梅塚」と称して道真を祀った。この梅塚は後に梅塚天満宮となり、現在の大阪市北区茶屋町にある御旅社の前身となる。また、その紅梅が「梅田」の梅の字の由来となったともいわれている。
正暦4年（993年）に道真の無実の罪が解かれ朝廷より正一位太政大臣が追贈された折、嵯峨天皇を祀る神野太神宮に道真の神霊を勧請して合祀し新たな社殿を建立して本社とし、綱敷天神や北野（喜多埜）天神と呼ばれるようになった。また、梅塚天満宮は御旅社とされた。以後、現在に至るまで渡会春茂の子孫、白江家は当社の神職として奉仕している。
暦応3年（1340年）には南北朝の戦乱で罹災し、社殿神宝等が焼失している。しかし、寛正2年（1461年）に当地に一夜にして七本の松が生い出ると、太融寺の僧がこれを京へ道真の霊験として告げた。すると北野天満宮の助けもあって社殿が再建されている。
元文4年（1739年）、宮座作法規矩制定。白太夫から続く白江家の祠職の筆頭を宗家とする旨が記載され、宮座としての制度が整う。
1871年（明治4年）に上知令の施行により、常安寺とも号して当社の南にあった御旅社は破却され、翌1872年（明治5年）に祭神は才田の地（現・北区西天満6丁目付近）に一時的に遷座を余儀なくされた。しかし、数年後に茶屋町の住人より、町の氏神として綱敷天神社御旅社の祭神をお迎えしたいと敷地の寄進があり、茶屋町の現在地に御旅社が再興された。それでも、この後二度にわたって阪急電鉄の拡張工事により御旅社境内地の整備が行われている。また、この間に郷社に列せられている。
1945年（昭和20年）6月1日の第2回大阪大空襲により社殿その他一切を焼失するが、かろうじて神宝の綱と御影は難を逃れた。なお、本殿の裏にあった神山町の町の名の由来となっていた神山は、爆弾の直撃を受けて吹き飛んで無くなってしまった。
1956年（昭和31年）7月15日に社殿が再建されている。

## 祭事
- 1月1日 歳旦祭
- 1月2日 筆始祭
- 1月3日 元始祭
- 1月7日 若菜祭
- 1月15日 御粥祭（とんど祭）
- 2月3日 節分祭
- 2月11日 紀元祭
- 2月15日 祈年祭
- 2月25日 梅花祭
- 5月5日 玉姫稲荷神社例祭
- 5月15日 喜多埜稲荷神社、白龍社例祭
- 6月4日 歯神社例祭（歯ブラシ感謝祭）
- 6月25日 御誕辰祭
- 6月30日 夏越大祓
- 7月7日 七夕祭（御旅所）
- 7月15日 例祭
- 10月15日 秋祭（菊花祭）
- 11月3日 文化祭
- 11月23日 新嘗祭（勤労感謝祭）
- 12月31日 年越大祓、除夜祭

## 境内
- 本殿 - 1956年（昭和31年）7月15日に再建。
- 幣殿 - 1956年（昭和31年）7月15日に再建。
- 拝殿 - 1956年（昭和31年）7月15日に再建。
- 神具庫
- 社務所
- 筆塚
- 萬載橋（まんざいばし）の欄干 - 江戸時代末期に作られた石橋で、浪速八百八橋の現存最古といわれる遺構である。
- 随身門

### 末社
- 喜多埜稲荷神社 - 祭神：宇迦之御魂大神。1962年（昭和37年）10月再建。
- 白龍社 - 祭神：白龍大神、猿田彦大神

### 境外末社

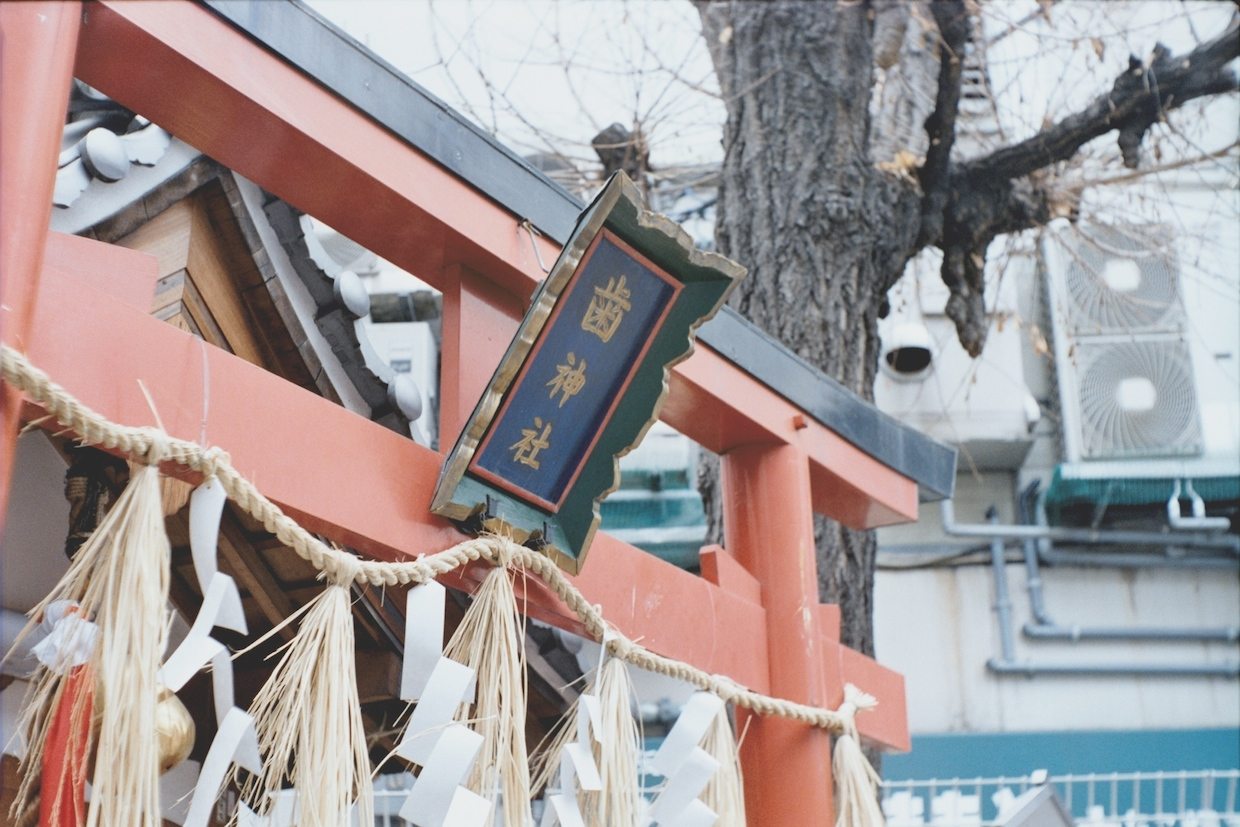
歯神社（境外末社）

- 歯神社 - 祭神：宇迦之御魂大神。江戸時代の中頃に大きな洪水が発生した際、この稲荷社の横にあった巨石が水の流れを「歯止め」したことからこの稲荷は「歯止め」の神様であるとされた。それが幕末の頃には「歯止め」が「歯痛止め」へと変わり、「歯痛止め」に御利益がある稲荷とされるようになった。その後、明治時代の初め頃に当社の末社となっている。建物は昭和時代以前の築だが2000年（平成12年）に放火されて半分以上が燃えてしまった。しかし、翌2001年（平成13年）5月に使える部材を再利用して再建された。所在地は大阪市北区角田町2-8。

## 御旅所

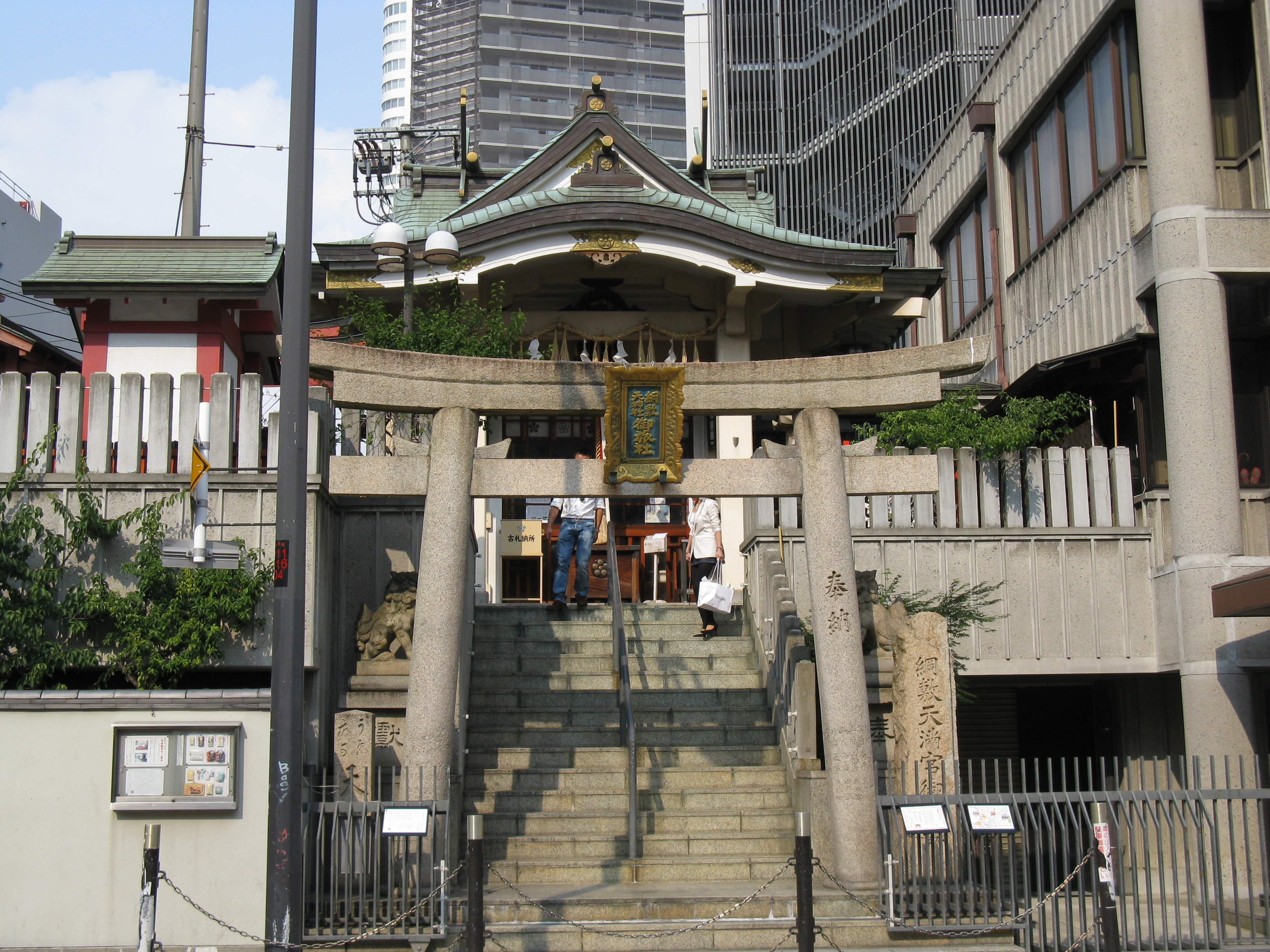
御旅社（正面）

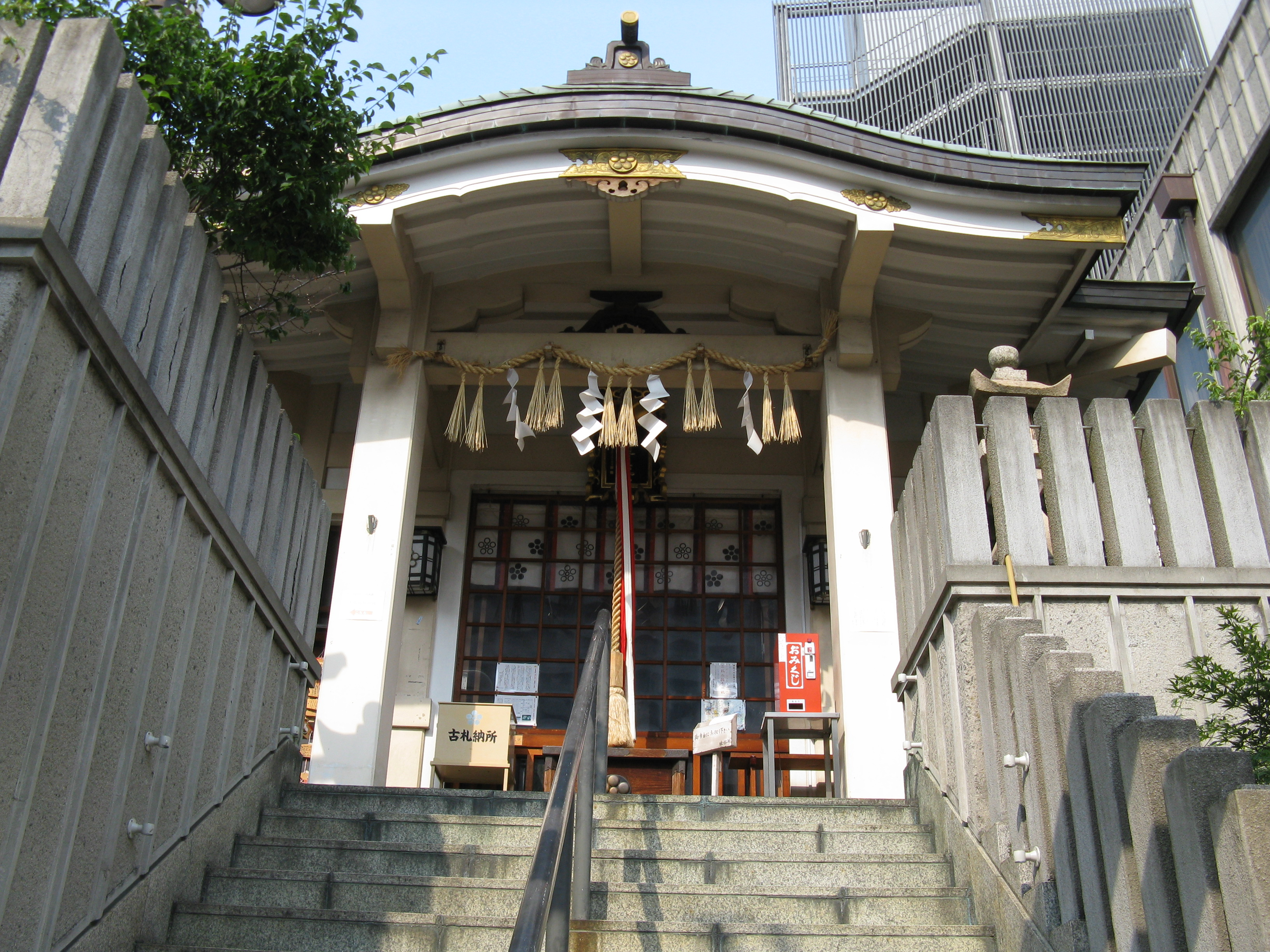
御旅社（拝殿）

- 綱敷天神社御旅社（梅塚天神） - もとが梅塚天満宮だったことから一般的な神社の御旅所とは違って社殿があり、神社の造りとなっている。そのため当社は正確には御旅社と呼ばれる。所在地は大阪市北区茶屋町12-5。
  - 本殿 - 祭神：菅原道真。1984年（昭和59年）再建。
  - 拝殿 - 1984年（昭和59年）再建。
  - 社務所

### 御旅社末社
- 玉姫稲荷神社 - 祭神：宇迦之御魂大神。1982年（昭和57年）再建。

## 神宝
- 綱敷の御綱
- 綱敷天神根本御影
- 嵯峨天皇神影
- 綱敷天神社縁起絵巻
- 北野村領境総絵図
- 喜多埜天神太々神楽絵図

## 綱敷天神社が登場する作品
- 浪華遊侠伝「俄」：司馬遼太郎（北野村についての記述あり）

## 現地情報
所在地
- 大阪市北区神山町9-11

交通アクセス
- 大阪駅（東海道本線・大阪環状線）
- 中崎町駅（Osaka Metro谷町線）
- 大阪梅田駅（阪急電鉄）